# Zingsthof

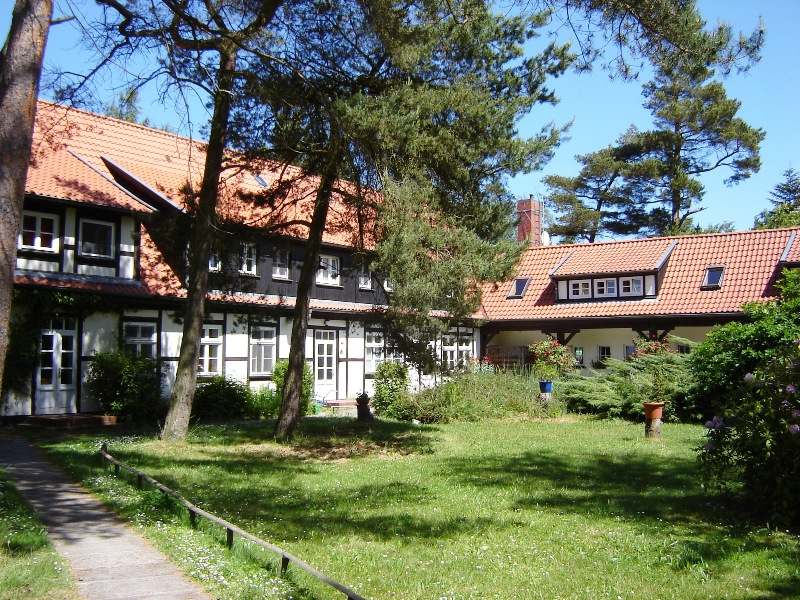
Zingsthof 2008

Rüstzeitlogo 1960

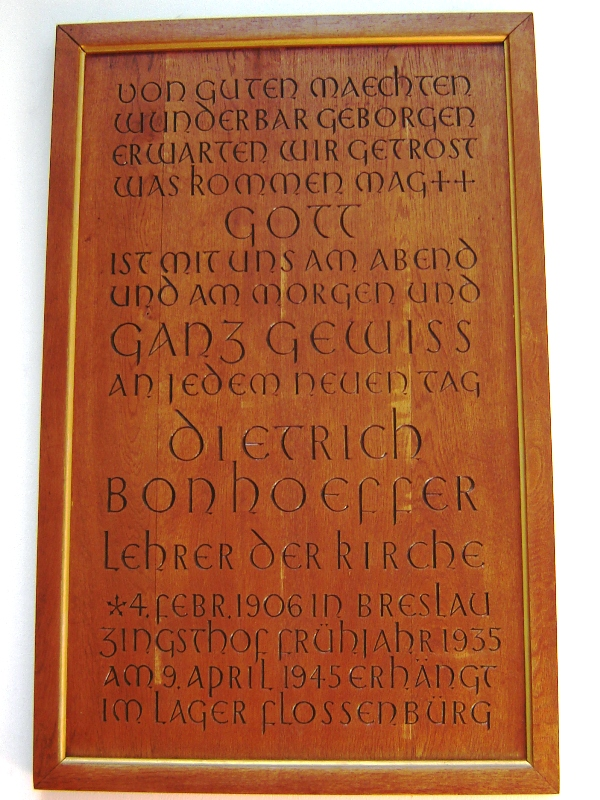
Bonhoeffer-Gedenktafel

Der Zingsthof ist ein kirchliches Erholungs- und Rüstzeitheim im Seeheilbad Zingst auf der gleichnamigen Halbinsel an der Ostsee.

## Geschichte
Der Zingsthof wurde im Jahr 1929 als Heim des Westfälischen Bibelkreises gegründet. Die Gebäude wurden im Jahr 1929 nach dem Entwurf des Architekten Herbert Engelke auf einer zu diesem Zweck angekauften Weidefläche etwa einen Kilometer östlich von Zingst gebaut. Der erste Leiter des Zingsthofes Siegwald Pentz sorgte bald für Erweiterung durch mehrere Nebengebäude. Nach der Einweihung am 18. August 1929 wurde der Zingsthof für die Arbeit und als Erholungsangebot der Westfälischen Schüler-Bibelkreise benutzt.
Im Frühjahr 1935 wählte der Theologe und Widerstandskämpfer gegen das Naziregime Dietrich Bonhoeffer den Zingsthof als Unterkunft für das von ihm im Auftrag der Bekennenden Kirche geführte Predigerseminar aus. Bonhoeffer und die Seminaristen wohnten auf dem Zingsthof im Mai und Juni, danach wurde das Seminar zum Predigerseminar Finkenwalde in Hinterpommern verlegt. Am 2. Juni 1935 hielt Bonhoeffer in der Zingster Peter-Pauls-Kirche einen Gottesdienst und erregte große Aufmerksamkeit durch Fürbitte für inhaftierte Pfarrer der Bekennenden Kirche. Obwohl das Seminar nach dem Verbot durch die Nationalsozialisten illegal arbeiten musste, gelang es Bonhoeffer im Juni 1938 noch einmal, alle erreichbaren Seminaristenjahrgänge für einige Tage auf dem Zingsthof zu versammeln.
Der Zingsthof hatte in der Zeit des Nationalsozialismus erhebliche Behinderungen durch die staatlichen Behörden zu erleiden. Heimleiter Pentz wurde kurzfristig verhaftet und dann mit seiner Familie aus Zingst verbannt. Vorsorglich wurde der Zingsthof 1939 an den evangelischen Kirchenkreis Barth verkauft, in dessen Bereich die Einrichtung lag. Der Kirchenkreis gewährleistete in dieser Zeit die bessere Absicherung des Heimes.
Nach Entstehung der DDR verblieb der Zingsthof im Besitz des Kirchenkreises Barth der Pommerschen Evangelischen Kirche und wurde für Kindererholungskuren und Rüstzeiten kirchlicher Jugendgruppen genutzt. Die DDR-Behörden versuchten, die kirchliche Kinder- und Jugendarbeit auf dem Zingsthof zu unterbinden (siehe Christen und Kirchen in der DDR) – mehrfach wurde wegen angeblicher hygienischer Missstände die Schließung angedroht, doch die pommersche Kirchenleitung konnte diese Angriffe zurückweisen. Von 1971 bis 2007 wurde der Zingsthof von Eckhard Lipke geleitet. Besondere Unterstützung erfuhr der Zingsthof in der DDR-Zeit durch Kirchengemeinden der Nordelbischen Kirche in Westdeutschland.
Nach der politischen Wende von 1989 übernahm bis zum Jahre 2007 die pommersche Diakonie den Zingsthof, der weiterhin als kirchliches Erholungs- und Rüstzeitheim genutzt wurde. Er wurde in den 1990er Jahren umfangreich saniert und um mehrere Gästehäuser und später auch um die „Bonhoeffer-Kapelle“ erweitert. In der Kapelle ist eine Gedenktafel von der Bildhauerin Doris Oberländer aus dem Anfang der 1960er Jahre angebracht, die an das Wirken Bonhoeffers auf dem Zingsthof erinnert.
Infolge von finanziellen Schwierigkeiten der pommerschen Diakonie musste der Zingsthof 2007 veräußert werden, er befindet sich jetzt im Besitz der Berliner Stadtmission. Die Ausrichtung auf kirchliche Erholungsangebote, im Besonderen auch für kinderreiche Familien, bleibt bestehen. Daneben ist der Zingsthof Tagungsort verschiedener kirchlicher Gruppierungen aus der gesamten EKD.